# توماس ماير (لاعب كرة قدم مواليد 1998)
توماس ماير (بالألمانية: Thomas Maier)‏ هو لاعب كرة قدم نمساوي في مركز الهجوم، ولد في 18 أبريل 1998. لعب مع Kapfenberger SV ‏.

## وصلات خارجية
- توماس ماير (لاعب كرة قدم مواليد 1998) على موقع قاعدة بيانات كرة القدم.إي يو (الإنجليزية)
- توماس ماير (لاعب كرة قدم مواليد 1998) على موقع Soccerway.com (الإنجليزية)
- توماس ماير (لاعب كرة قدم مواليد 1998) على موقع عالم كرة القدم.نت (الإنجليزية)